# دندم شائك
دِنْدِم شائك نوع من الفطريات في جنس دندم التي تشكل أقواسًا متعددة على الخشب الميت. وهو أيضًا أحد مسببات الأمراض النباتية التي تصيب أشجار الخوخ. دندم السنديان يُتطَفَّل عله من أنواع أخرى معينة مثل فطر Tremella aurantia. يصيب الزان والسنديان والتوت والكرمة. مظهره الخارجي ثعاليل صغيرة هلبية طحلاء تعلو الأغصان والأفناد اليابسة وتمتد نزولًا على الأجزاء السليمة بعد أن تقضي على الشكير الذي يصبح عديم الحيل وعلى اللحاء التي تمنطقها بقروح مستديرة عابقة اللون الحنطي.